# Martin Davis
Martin David Davis (Nova Iorque, 8 de março de 1928 - 1 de janeiro de 2023) foi um matemático estadunidense.

## Carreira
Era conhecido por seu trabalho sobre o décimo problema de Hilbert. Obteve o doutorado na Universidade de Princeton em 1950, orientado por Alonzo Church.
Era professor emérito da Universidade de Nova Iorque. Foi co-inventor dos algoritmos Davis-Putnam e DPLL. Era coautor, com Ron Sigal e Elaine Weyuker, de Computability, Complexity, and Languages, Second Edition: Fundamentals of Theoretical Computer Science, um livro texto sobre teoria da computabilidade. Foi também conhecido por seu modelo de Máquinas de Post-Turing.

## Publicações selecionadas
Livros
- Davis, Martin (1958). Computability and Unsolvability. Nova York: Dover. ISBN 0-486-61471-9 1982 Dover - reimpresso
- Davis, Martin (1977). Applied nonstandard analysis. Nova York: Wiley. ISBN 9780471198970 2014 Dover reprint
- Davis, Martin; Weyuker, Elaine J.; Sigal, Ron (1994). Computability, complexity, and languages: fundamentals of theoretical computer science 2a. Edição ed. Boston: Academic Press, Harcourt, Brace. ISBN 9780122063824
- Davis, Martin (2000). The Universal Computer: The Road from Leibniz to Turing. [S.l.]: Norton. ISBN 0393047857. Reimpresso como Engines of Logic: Mathematicians and the Origin of the Computer. Nova York: Norton. 2000. ISBN 9780393322293
- Davis, Martin (2004). The Undecidable : Basic papers on undecidable propositions, unsolvable problems and computable functions. Nova York: Dover Publications. ISBN 0-486-43228-9. OCLC 53840050

Artigos
- Davis, Martin (1973), "Hilbert's Tenth Problem is Unsolvable", American Mathematical Monthly, 80(3), 233–269. doi:10.1080/00029890.1973.11993265.
- Davis, Martin (1995), "Is mathematical insight algorithmic?", Behavioral and Brain Sciences, 13(4), 659–60.
- Davis, Martin (2020), "Seventy Years of Computer Science", In: Blass A., Cégielski P., Dershowitz N., Droste M., Finkbeiner B. (eds.) Fields of Logic and Computation III, 105–117. Lecture Notes in Computer Science, vol. 12180. Springer: Cham, Switzerland. doi:10.1007/978-3-030-48006-6_8.